# Roch Brzosko
Roch Józef Brzosko (ur. 15 sierpnia 1891 w Brzóskach Markowiźnie, zm. wiosną 1940 w Charkowie) – doktor medycyny, laryngolog, pułkownik lekarz Wojska Polskiego, ofiara zbrodni katyńskiej.

## Życiorys
W 1913 ukończył Cesarską Wojskową Akademię Medyczną w Petersburgu. Z dniem 13 grudnia 1918 został przyjęty do Wojska Polskiego, a 30 grudnia 1918 otrzymał przydział do Dywizji Litewsko-Białoruskiej. Uczestnik wojny 1918–1921 jako lekarz Mińskiego pułku strzelców, a następnie 3 pułku Ułanów Śląskich, pozostając na ewidencji kompanii zapasowej sanitarnej nr I. 3 maja 1922 został zweryfikowany w stopniu kapitana ze starszeństwem z dniem 1 czerwca 1919 i 70. lokatą w korpusie oficerów sanitarnych, grupa lekarzy. Po zakończeniu działań wojennych pełnił służbę w Szpitalu Ujazdowskim w Warszawie. 1 grudnia 1924 został awansowany na majora ze starszeństwem z dniem 15 sierpnia 1924 i 14. lokatą w korpusie oficerów sanitarnych, grupa lekarzy. W 1928 pełnił służbę w Szpitalu Okręgowym Nr 1 w Warszawie, a od 1930 ponownie w Szpitalu Ujazdowskim, który wówczas był Szpitalem Szkolnym Centrum Wyszkolenia Sanitarnego. Na podpułkownika awansował ze starszeństwem z dniem 1 stycznia 1931 i 16. lokatą w korpusie oficerów sanitarnych, grupa lekarzy. W 1936 zajmował stanowisko kierownika Oddziału Usznego. Mieszkał w Warszawie przy ulicy Szopena 19. Na pułkownika został awansowany ze starszeństwem z dniem 19 marca 1937 roku i 6. lokatą w korpusie oficerów zdrowia, grupa lekarzy (?). 27 kwietnia 1937 przeprowadził operację usunięcia migdałków podniebiennych Marszałka Edwarda Śmigłego-Rydza.

Po agresji ZSRR na Polskę w czasie kampanii wrześniowej 1939 dostał się do niewoli sowieckiej. Przebywał w obozie w Starobielsku. Wiosną 1940 został zamordowany przez funkcjonariuszy NKWD w Charkowie i pogrzebany w Piatichatkach, gdzie od 17 czerwca 2000 mieści się oficjalnie Cmentarz Ofiar Totalitaryzmu w Charkowie.
Postanowieniem nr 112-48-07 Prezydenta RP Lecha Kaczyńskiego z 5 października 2007 został awansowany pośmiertnie do stopnia generała brygady. Awans został ogłoszony 9 listopada 2007 w Warszawie, w trakcie uroczystości „Katyń Pamiętamy – Uczcijmy Pamięć Bohaterów”.

## Ordery i odznaczenia
- Krzyż Walecznych
- Złoty Krzyż Zasługi (19 marca 1937)[16]
- Medal Pamiątkowy za Wojnę 1918–1921
- Medal Dziesięciolecia Odzyskanej Niepodległości